# Невыносимая лёгкость бытия (фильм)
«Невыносимая лёгкость бытия» (англ. The Unbearable Lightness Of Being) — художественный фильм режиссёра Филипа Кауфмана, вышедший на экраны в 1988 году. Экранизация одноимённого романа Милана Кундеры. Главные роли исполнили Дэниел Дэй-Льюис (первая картина с участием Дэй-Льюиса в качестве ведущего актёра) и Жюльет Бинош.

## Сюжет
Экранизация романа Милана Кундеры об обычном чехословацком враче, чуждающемся политики, но не женщин, коих у него множество. Однако Пражская весна 1968 года меняет его жизнь.

## В ролях
- Дэниел Дэй-Льюис — Томаш
- Жюльет Бинош — Тереза
- Лена Олин — Сабина
- Дерек де Линт — Франц
- Даниэль Ольбрыхский — Шпицель, представитель МВД
- Эрланд Юзефсон — бывший посол
- Стеллан Скарсгард — инженер
- Консуэло де Авиланд — высокая брюнетка
- Павел Ландовски — Павел
- Дональд Моффат — главный хирург
- Томаш Борковы — Иржи

## Награды и номинации
- 1989 — премия Британской киноакадемии за лучший адаптированный сценарий (Филип Кауфман, Жан-Клод Каррьер)
- 1989 — премия «Независимый дух» за лучшую операторскую работу (Свен Нюквист)
- 1989 — две премии Национального общества кинокритиков США: лучший фильм, лучший режиссёр (Филип Кауфман)
- 1989 — две номинации на премию «Оскар»: лучшая операторская работа (Свен Нюквист), лучший адаптированный сценарий (Филип Кауфман, Жан-Клод Каррьер)
- 1989 — две номинации на премию «Золотой глобус»: лучшая драма, лучшая женская роль второго плана (Лена Олин)